# Stefan Brennsteiner
Stefan Brennsteiner (Zell am See, 3 ottobre 1991) è uno sciatore alpino austriaco.

## Biografia
Originario di Niedernsill e attivo in gare FIS dal dicembre del 2006, Brennsteiner ha debuttato in Coppa Europa il 15 gennaio 2011, partecipando allo slalom gigante di Kirchberg in Tirol e piazzandosi 37º, e in Coppa del Mondo il 28 ottobre 2012 nello slalom gigante di Sölden, senza completare la prova.
In Coppa Europa ha ottenuto il primo podio nello slalom gigante disputato a Trysil il 6 dicembre 2015 (2º) e la prima vittoria il 22 gennaio 2018 a Folgaria/Lavarone il 22 gennaio 2018, nella medesima specialità. Ai XXIII Giochi olimpici invernali di Pyeongchang 2018, sua prima presenza olimpica, non ha completato lo slalom gigante; l'anno successivo ai Mondiali di Åre, suo debutto iridato, è stato 9º nello slalom gigante, mentre a quelli di Cortina d'Ampezzo 2021 non ha completato lo slalom gigante. Sempre nel 2021, il 27 febbraio, ha conquistato a Bansko in slalom gigante il primo podio in Coppa del Mondo (3º); ai XXIV Giochi olimpici invernali di Pechino 2022 ha vinto la medaglia d'oro nella gara a squadre e si è classificato 27º nello slalom gigante, ai Mondiali di Courchevel/Méribel 2023 si è piazzato 4º nello slalom gigante, 4º nella gara a squadre e non si è qualificato per la finale nel parallelo, a quelli di Saalbach-Hinterglemm 2025 è stato 6º nella gara a squadre e a quelli di Saalbach-Hinterglemm 2025 non ha completato lo slalom gigante.

## Palmarès

### Olimpiadi
- 1 medaglia:
  - 1 oro (gara a squadre a Pechino 2022)

### Coppa del Mondo
- Miglior piazzamento in classifica generale: 25º nel 2022
- 4 podi (in slalom gigante):
  - 1 secondo posto
  - 3 terzi posti

#### Coppa del Mondo - gare a squadre
- 1 podio:
  - 1 secondo posto

### Coppa Europa
- Miglior piazzamento in classifica generale: 12º nel 2016
- Vincitore della classifica di slalom gigante nel 2016
- 11 podi:
  - 5 vittorie
  - 6 secondi posti

#### Coppa Europa - vittorie
| Data            | Località           | Paese    | Specialità |
| --------------- | ------------------ | -------- | ---------- |
| 22 gennaio 2018 | Folgaria/Lavarone  | Italia   | GS         |
| 24 gennaio 2019 | Courchevel         | Francia  | GS         |
| 18 gennaio 2020 | Kirchberg in Tirol | Austria  | GS         |
| 19 gennaio 2020 | Kirchberg in Tirol | Austria  | GS         |
| 7 febbraio 2021 | Berchtesgaden      | Germania | GS         |

Legenda:

GS = slalom gigante

### Nor-Am Cup
- Miglior piazzamento in classifica generale: 32º nel 2016
- 2 podi:
  - 1 vittoria
  - 1 terzo posto

#### Nor-Am Cup - vittorie
| Data            | Località           | Paese       | Specialità |
| --------------- | ------------------ | ----------- | ---------- |
| 9 febbraio 2016 | Whiteface Mountain | Stati Uniti | GS         |

Legenda:

GS = slalom gigante

### Australia - New Zealand Cup
- Miglior piazzamento in classifica generale: 28º nel 2018

### Campionati austriaci
- 2 medaglie:
  - 1 oro (slalom gigante nel 2022)
  - 1 argento (slalom gigante nel 2021)